# Adrian Carmack
Pour les articles homonymes, voir Carmack.
Adrian Carmack (né le 5 mai 1969) est un des quatre membres fondateurs de id Software. Il y a travaillé en tant qu'artiste depuis sa création jusqu'en 2005.
Adrian Carmack et le célèbre programmeur John Carmack n'ont aucun lien de parenté, mais ils ont ensemble réalisé de nombreux projets de jeu. Il serait à l'origine du terme « Gibs ».